# Paul Collier

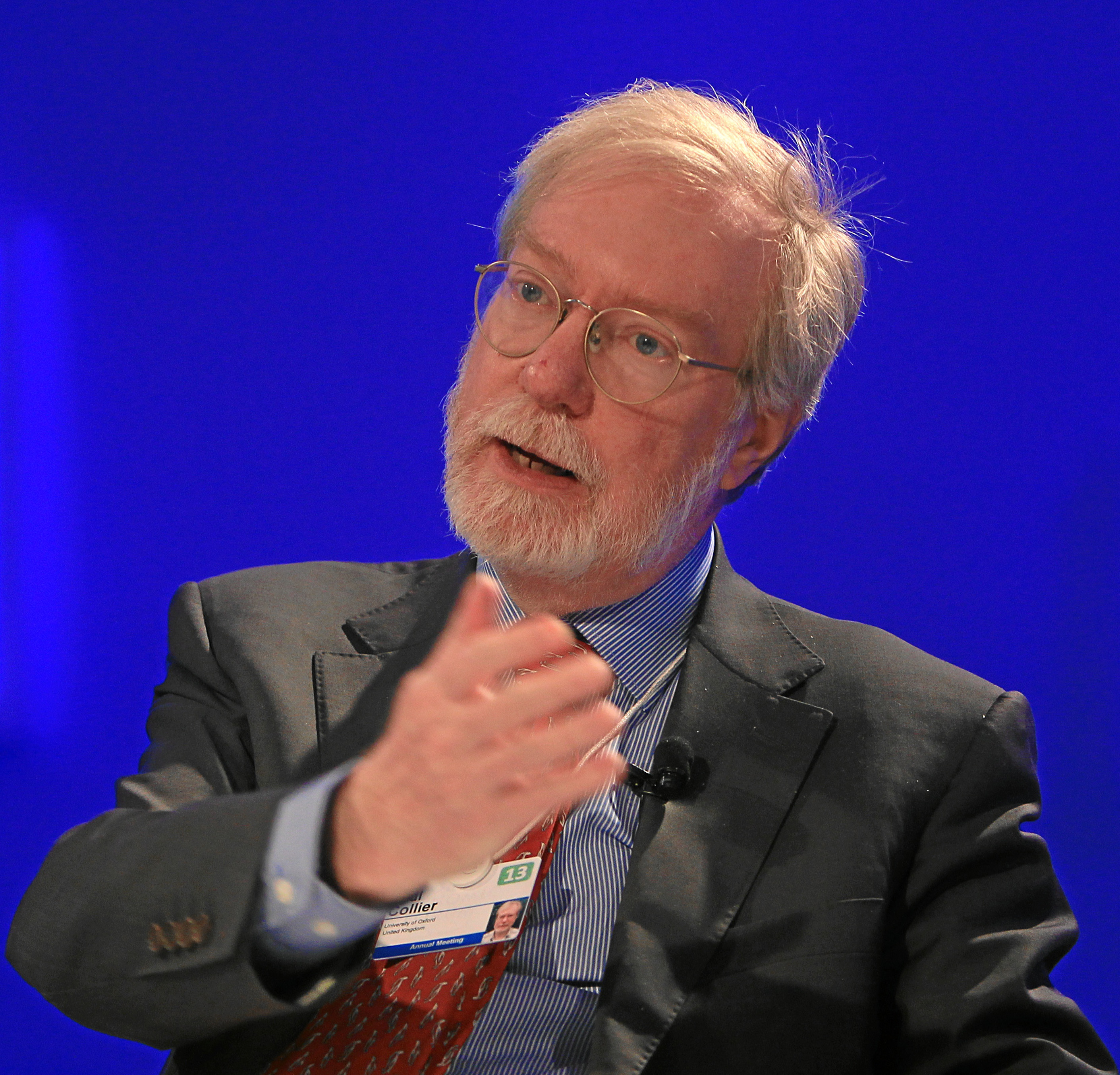
Paul Collier in 2013

Paul Collier (23 april 1949) is een Britse econoom. Hij is als hoogleraar economie verbonden aan de Universiteit van Oxford en directeur van het Centre for the Study of African Economics. Hij is tevens (co-)auteur van verschillende belangrijke boeken over de armoede in Afrika. Van 1998 tot 2003 was hij hoofd van de Development Research Group van de Wereldbank. De specialisaties van Collier zijn: goed bestuur in ontwikkelingslanden, economische groei in Afrika en globalisering. Collier is de zoon van een slager uit Sheffield en hij heeft net zoveel nationale en internationale functies vergaard als de streng worstjes die hij in de winkel van zijn vader aan elkaar reeg.
Zo is Collier adviseur bij het IMF en de regio Afrika van de Wereldbank. Daarnaast schrijft hij regelmatig voor The Independent, de Wall Street Journal en de Washington Post.

## Eén miljard achterblijvers
Colliers beroemdste boek The Bottom Billion gaat over de één miljard armste mensen van de wereld (het onderste miljard), dat hoofdzakelijk in Afrika woont. Twee derde van deze landen liggen ten zuiden van de Sahara, maar ook landen als Haïti, Bolivia, en Laos behoren tot deze groep. De overige vijf miljard mensen op aarde leven in (redelijke) welvaart of is op de goede weg om welvaart te ontwikkelen.
Nog maar twintig jaar geleden was het andersom: één miljard mensen leefde in het rijke Westen en de overige vijf miljard was arm. Van die vijf miljard armen van toen, leven 2,4 miljard in China en India, waar de economische vooruitzichten inmiddels zijn verbeterd. Uiteraard leven er nog altijd zeer arme mensen in India en China, maar er liggen toch meer kansen om vooruit te komen in het leven, zeker voor hun kinderen.
De 60 meest verarmde staten worden geteisterd door tribale en etnische verdeeldheid. Volgens Collier zijn deze landen te groot om een natie te zijn, maar te klein voor een staat: te groot omdat het hen aan samenhang ontbreekt om tot een strijd voor een gemeenschappelijk belang te komen, te klein omdat de schaal ontbreekt om fatsoenlijke openbare voorzieningen op te zetten.
Volgens hem profiteren grote staten als China en India van de globalisering. De armste landen lijden eronder. Bijvoorbeeld de kapitaalmarkten zijn wereldwijd met elkaar verbonden. Opkomende landen hebben hier profijt van, maar bij de armste landen komt er geen geld binnen, maar vloeit het kapitaal weg. Uit onderzoek blijkt dat alleen uit een land als Nigeria het grootste deel van de olie-inkomsten worden weggesluisd.
Collier pleit ervoor om internationale hulp altijd te combineren met handelspolitiek, veiligheid en goed bestuur. Hij pleit ook voor een andere aanpak van ontwikkelingshulp voor Afrika. Daarbij wijst hij op de Marshall-hulp die Europa vlak na de Tweede Wereldoorlog van de Verenigde Staten ontving. De VS pompten toen niet alleen veel ontwikkelingsgeld in het totaal ontredderde Europa, maar stelde ook haar handelsgrenzen open. Toen Europa eenmaal vrijelijk handel mocht drijven met Amerika, ging het met de Europese economie snel bergopwaarts.
Precies hetzelfde moet de Westerse wereld nu met Afrika doen, vindt Paul Collier. Door betere handelsbetrekkingen en veiligheidsmaatregelen (zoals bij ons de NAVO) kan in Afrika een solide middenklasse ontstaan, die tevens een controlerende invloed zal gaan uitoefenen op de plaatselijke politiek en regelgeving.
Hierdoor krijgt democratie in Afrika eindelijk een eerlijke kans op succes, waardoor corruptie, bestuurlijke zwakte, staatsgrepen, conflicten en burgeroorlogen gestaag zullen afnemen en uiteindelijk verdwijnen. Afrika beschikt immers over een enorme rijkdom aan grondstoffen, die – wanneer deze op een eerlijke manier worden verhandeld - voor hoge welvaart kunnen zorgen.
Zonder de druk van goed geïnformeerde burgers in de westerse samenleving, zullen westerse politici niet snel over de brug komen met betere handelsvoorwaarden en veiligheidsmaatregelen voor Afrika, aldus Collier. Om deze kwestie zo duidelijk mogelijk te maken voor westerse burgers, heeft Collier met The Bottom Billion een boek over economie geschreven “dat makkelijk genoeg is om op het strand te lezen.”

## Knelpunten
- Veiligheid. Ieder land heeft behoefte aan veiligheid en stabiliteit. Dit ontbreekt in de armste landen. Verschillende rebellengroepen zorgen voor onrust en verdeeldheid. Bovendien hebben ze allemaal hun eigen agenda. De burgeroorlogen duren eindeloos lang, veel langer dan internationale conflicten en zij verzwakken de staten. Bovendien hebben ze ook nadelige effecten op de buurlanden.

Collier stelt voor dat de ontwikkelde landen vaker bereid moeten zijn om militair in te grijpen al krijgt hij daardoor regelmatig beschuldigingen van neo-kolonialisme. Maar, zegt hij: "De burgers verlangen soms ingrijpen van buitenaf. Degenen die ons buiten willen houden, zijn de elites die de bevolking uitbuiten.Wij moeten de burgers, die zich inzetten voor verandering ondersteunen."
Niet ingrijpen is voor hem geen optie: "We hebben Somalië jarenlang zonder regering gelaten omdat daar 18 Amerikaanse soldaten waren gedood.
Daarna lieten we het gebeuren dat er in Rwanda, tijdens de genocide 800.000 mensen werden vermoord. Op beperkte schaal optreden helpt wel degelijk. Een paar honderd Engelse soldaten bewaren al 10 jaar de vrede in Sierra Leone. Op Haïti zijn het 7000 Braziliaanse soldaten die zorgen voor rust."
- Grondstoffen. Deze natuurlijke hulpbronnen zijn, volgens Collier, vaak een ramp voor de minst ontwikkelde landen. Landen als Canada en Noorwegen floreren door hun inkomsten uit delfstoffen, maar dat komt, omdat ze fatsoenlijk bestuurd worden. In de armste landen veroorzaakt de vraag naar grondstoffen een kortdurende opleving van de economie, maar daarna komen politici, als bijen naar de honing, op de opbrengst van de mijnen af. Bovendien heffen deze politici (nauwelijks) belasting op de winst, in ruil voor smeergeld. Grondig toezicht blijft daardoor achterwege.

Hij vindt dat het Westen te kritisch is over de Chinese aanpak van ontwikkelingssamenwerking, waarbij de Chinezen wegen en spoorlijnen in Afrika aanleggen in ruil voor toegang tot de natuurlijke hulpbronnen. Maar liever zag hij dat er veilingen zouden worden gehouden (voor het ontginnen van mijnen), onder toezicht van de Wereldbank.
- Ingesloten landen. Arme landen die niet aan zee liggen. Omdat zij niet over een haven aan zee beschikken, zijn hun transportkosten hoger. Zij zijn veelal aangewezen op hun buurlanden voor handel. Een onderontwikkeld land als Oeganda is daardoor afhankelijk van Soedan, Congo en Rwanda als afzetmarkt.
- Wanbestuur. Collier constateert dat nog maar 40 jaar geleden landen als China en India slecht bestuurd werden. Mao Zedong ruïneerde zijn land. Maar beide landen hebben,in deze zin, grote veranderingen ondergaan. De bevolking is beter opgeleid, de media beginnen beter te functioneren en maatschappelijke organisaties worden meer en meer toegelaten. In sterk contrast hiermee noemt hij een land als de Centraal Afrikaanse Republiek, waar nog slechts een handvol intellectuelen aanwezig en de kritische massa ontbreekt.

## Geld, geweren en stembiljetten
Zijn boek Wars, Guns and Votes: Democracy in Dangerous Places (in het Nederlands verschenen als Geweld, geweren en stembiljetten) gaat over duurzame democratie in ontwikkelingslanden. " De internationale gemeenschap is zo naïef om te denken dat veiligheid en verantwoording afleggen door de regering in de allerarmste landen automatisch volgen wanneer zulke landen verkiezingen houden. Je kunt een verkiezing stelen als er geen goed controlesysteem is."
Volgens Collier zal de wereld ingrijpend ten goede veranderen wanneer het rijke Westen ten aanzien van Afrika twee krachten bundelt, namelijk compassie en verlicht eigenbelang. Compassie, omdat het tragisch is dat één miljard mensen op aarde in uitzichtloze ellende moet leven. En verlicht eigenbelang omdat deze schrijnende ongelijkheid in een snel globaliserende samenleving grote (terroristische) gevaren opleveren voor onze eigen kinderen en kleinkinderen.

## Exodus
Waarom wagen zoveel mensen hun hachje, op zoek naar een beter leven? Die vraag stelde Paul Collier zich ook in zijn boek Exodus, en hij ging daarbij nog een paar stappen verder. Zoals: welke meerwaarde hebben die immigranten voor de maatschappij waar ze in terechtkomen? Hoe zit het met de achterblijvers in het land van oorsprong? En kunnen gastlanden niet beter investeren in het verbeteren van de toestand in migratielanden dan in de opvang van nieuwe immigranten? 
Zijn conclusie is niet eenduidig: iedereen lijkt beter te worden van immigratie. De nieuwkomers komen in een welvarend land terecht en kunnen een nieuw leven opbouwen, de gastlanden doen beroep op de talenten van die nieuwkomers, en de achterblijvers worden financieel beter door het opgestuurde geld van de emigranten.
Maar het boek toont ook aan dat wanneer een vreemde diaspora zich eenmaal in een samenleving heeft gevestigd, de obstakels voor een verdere immigratie verminderen. Dit leidt weer tot een versneld aantal migranten uit het land van herkomst. Vooral op de ontvangende landen is de impact van massa-immigratie, volgens Collier, voornamelijk negatief. Met name Europa heeft geen cultuur die gericht is op snelle opname van migranten. In tegenstelling tot landen als de Verenigde Staten en Canada, die juist door immigranten zijn opgebouwd.
Vooral de sociale kosten wegen zwaar. Immigratie op kleine schaal bevordert de diversiteit van de maatschappij. Maar grote groepen niet geassimileerde groepen met een vreemde cultuur ondermijnen, zegt Collier, het wederzijds respect en vertrouwen en daarmee de verworvenheden van de welvaartsstaat.

## Colliers boeken
- The Future of Capitalism: Facing New Anxieties (2018)
- Exodus (2013), in hetzelfde jaar verscheen ook een Nederlandse vertaling.
- The Plundered Planet: Why We Must, and How We Can, Manage Nature for Global Prosperity (2010) ISBN 978-0195395259
- Wars, Guns And Votes - Democracy In Dangerous Places. Harper, 2009.
- The Bottom Billion - Why the Poorest Countries Are Failing and What Can Be Done about It. Oxford University Press, 2007.
- Labour and poverty in rural Tanzania: Ujamaa and rural development in the United Republic of Tanzania. Clarendon Press, 1986.

Paul Collier is medeauteur van onder meer:
- Peasants and Governments - An Economic Analysis. Clarendon Press, 1990.
- Trade Shocks in Developing Countries. Clarendon Press, 1999.
- Natural Recources and Violent Conflict – Options and Actions. Wereldbank, 2003.
- Breaking the Conflict Trap – Civil War and Development Policy. Wereldbank 2003.
- Understanding Civil War: Evidence and Analysis, Vol. 1--Africa. Wereldbank, 2005.
- Understanding Civil War: Evidence and Analysis, Vol. 2--Europe, Central Asia, and Other Regions. Wereldbank, 2005.
- Globalization and Poverty - Globalization of the World Economy. Edward Elgar Publishing, 2008.

## Prijzen
Paul Collier heeft diverse onderscheidingen en prijzen ontvangen voor zijn werk, onder meer een Distinction Award van de Universiteit van Oxford, de Edgar Graham Book Prize (1988), een Arthur Ross Book Award (2008) en de Lionel Gelber Prize (2008). Collier is sinds 2008 Commander of the Most Excellent Order of the British Empire (CBE, Commandeur in de Orde van het Britse Rijk).